# Jesus, djupa såren dina
Jesus, djupa såren dina är en passionspsalm av Johann Heermann från 1644 med översättning av Ericus Laurentii Norenius 1675. Inför publicering i 1986 års psalmbok minskades de ursprungliga sex verserna till tre vid bearbetning 1983 av Anders Frostenson. Melodin har ett äldre ursprung i Genève från 1551 och enligt 1697 års koralbok samma som till psalmerna Herren är mitt lius och hälsa (nr 44), Såsom hjorten träget längtar (nr 53), Kom, min kristen, Gud till ära (nr 198), Bort med tanken, sorgsna hjärta (nr 243) och Ack, hur stort är mitt elände (nr 254).

## Koralbearbetningar
- Jesus, djupa såren dina ur Fastekoraler av Bengt-Göran Sköld.[2]

## Publicerad i
- 1695 års psalmbok som nr 151 under rubriken "Om Christi pino och dödh".
- 1819 års psalmbok som nr 77 under rubriken "Jesu lidande, död och begravning: Allmänna betraktelser över Jesu lidande".
- Svensk söndagsskolsångbok 1908 nr 50 under rubriken "Jesu lidande"
- Svenska Missionsförbundets sångbok 1920 som nr 126 under rubriken "Jesu lidande."
- Sionstoner 1935 som nr 186 under rubriken "Passionstiden".
- 1937 års psalmbok som nr 77 under rubriken "Passionstiden".
- Den svenska psalmboken 1986 som nr 441 under rubriken "Fastan".
- Psalmer och Sånger 1987 som nr 509 under rubriken "Kyrkoåret - Fastan"[1]
- Lova Herren 1988 som nr 149 under rubriken "Passionstiden".
- Luthersk psalmbok 1996 nr 728